# Jesús Valdés Oroz
Jesús Valdés Oroz (Sangüesa, Navarra, 17 de febrero de 1896 - Pamplona, 13 de agosto de 1963) fue un militar español que en la guerra civil española luchó en el Ejército Popular de la República, al mando de Brigadas y Grupos de Asalto. Alcanzó el grado de teniente coronel.

## Biografía
Alumno de la Academia de Infantería de Toledo (1912-1915) y Capitán de Infantería desde 1922, participa en el Desembarco de Alhucemas (1925) y en el resto de la guerra del Rif hasta 1927.
El 18 de julio de 1936 se encontraba destinado en Salamanca, al frente de la 21.ª Compañía del Cuerpo de Seguridad y Asalto, con la que se traslada a Madrid, vía Ávila, siguiendo las órdenes del Gobierno. Enviado a Guadalajara, en agosto de 1936 es uno de los fundadores, con José Ignacio Mantecón Navasal y Eduardo Castillo Blasco, de las Milicias Aragonesas, con las que interviene en la Batalla de Sigüenza.
En febrero de 1937 asciende a Comandante de Infantería, al mando de la 72.ª Brigada Mixta, con la que combate en la Batalla de Guadalajara (1937), participando en la Toma de Masegoso de Tajuña (20 de marzo) con la 14.ª División de Cipriano Mera. Tras estabilizarse el frente, es nombrado Jefe del Cuerpo de Seguridad de Guadalajara.
En 1938, dentro del nuevo Cuerpo de Seguridad (Grupo Uniformado), dirige el 26.º Grupo de Asalto (Caspe) durante la Ofensiva de Aragón, y poco después, una Brigada formada con los Grupos de la 3.ª División de Asalto (Valencia) durante la defensa de la Línea XYZ en la Ofensiva del Levante. Tras un breve periodo al frente de la 82.ª Brigada Mixta, el 28 de agosto de 1938 releva a Juan Cordoncillo García en el mando de la 8.ª Brigada de Asalto del Cuerpo de Seguridad con sede en Valencia.
El 23 de febrero de 1939 es ascendido a teniente coronel, al mando de la 4.ª División de Asalto. Tras la caída de Madrid, el 29 de marzo de 1939 se entregó con todas sus unidades en el frente de Camarena de la Sierra (Teruel).
Juzgado en Consejo de Guerra (Zaragoza, 11 de enero de 1940), fue condenado a pena de muerte, conmutada luego por reclusión perpetua.  El 18 de octubre de 1947 fue indultado y separado definitivamente del ejército. Murió en Pamplona (Navarra) el 13 de agosto de 1963.

### Rehabilitación

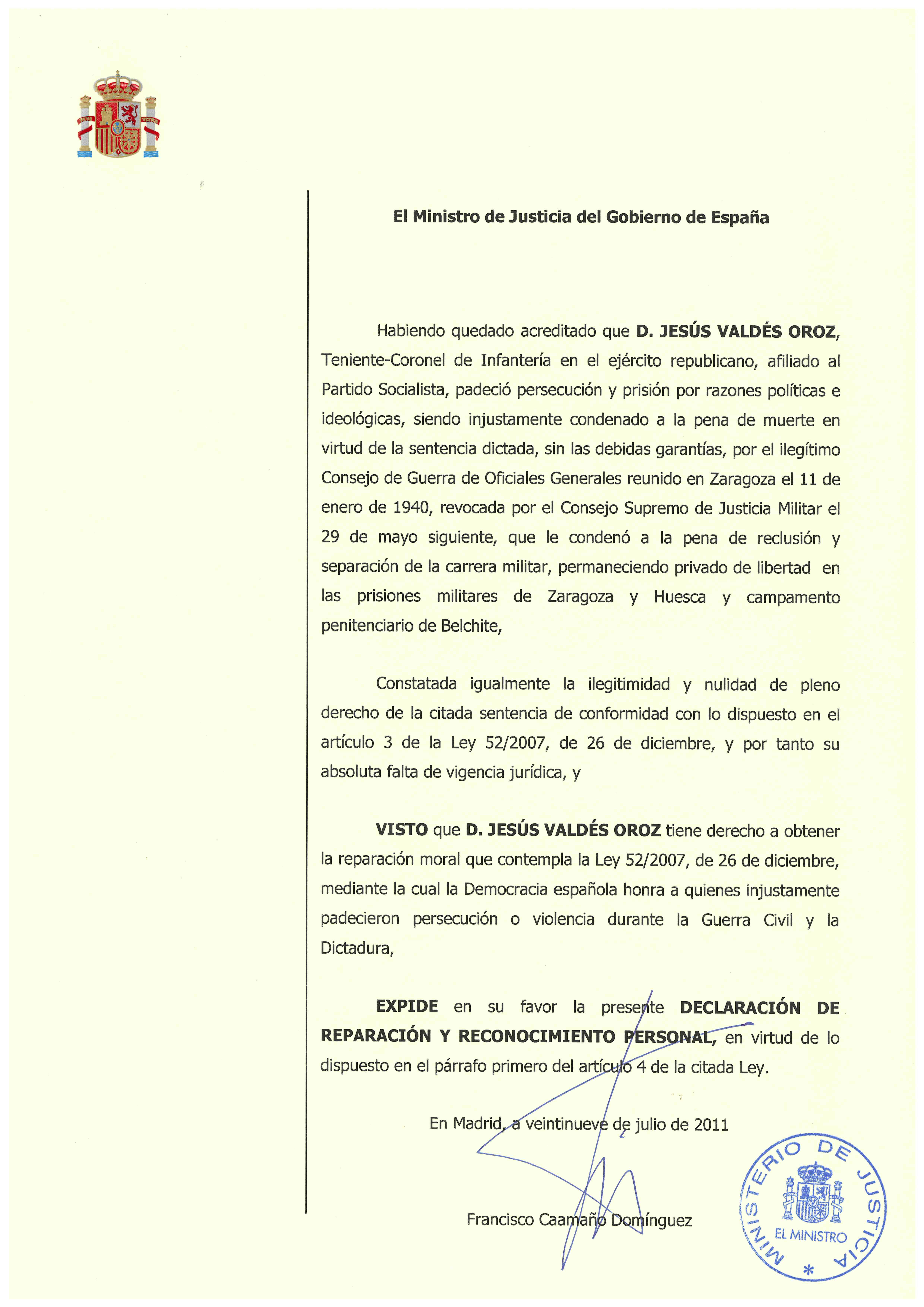
Declaración del Ministerio de Justicia (2011).

El 29 de julio de 2011 el ministro de Justicia del Gobierno de España expidió una Declaración de reparación y reconocimiento personal, constatando la ilegitimidad y nulidad de la sentencia dictada contra Jesús Valdés Oroz.